# Ричард Стракан (атлетичар)
Ричард Стракан (енгл. Richard Strachan; 18. новембар 1986) је британски атлетичар, специјалиста за трчање на 400 метара. Члан је АК Трафорд из Манчестера, а тренер му је Линфорд Кристи.

## Јуниор
На Европском јуниорском првенству 2005. у Каунасу, такмичио се у штафети 4 х 400 м и освојио злато, са временом 3:06,67. Поред њега чланови штафете су били Ричард Бак, Сетони Ошо и Мартин Руни

## Сениор
У 2011. је у Паризу учествовао на Европском првенству у дворани. Такмичио се у две дисциплине трци на 400 м и штафети 4 х 400 м. На 400 метара је био пети у времени 47,74. Злато је освојио Лесли Ђон у времену новог француског рекорда 45,54.
Британска штафета 4 x 400 м је освојила сребро иза Француске резултатом 3:06,46. У саставу штафете су поред њега били Најџел Левин, Ник Ливи и Ричард Бак.

## Лични рекорди
на отвореном
- 400 м — 45,74 — 13, јун 2009. Лајден

у дворани
- 200 м — 21,02 — 6. фебруар 2011. Бирмингем
- 400 м — 46,35 — 19. фебруар 2011. Бирмингем